# Werner Ackermann (Fußballspieler)
Werner Ackermann (* 11. November 1923; † September 1995)  war ein deutscher Fußballspieler. Der zumeist in der Läuferreihe eingesetzte Spieler kam in der Fußball-Oberliga Nord bei den Vereinen Concordia Hamburg, FC St. Pauli, Eimsbütteler TV und Harburger TB von 1947 bis 1955 zu insgesamt 164 Ligaeinsätzen, in denen er 17 Tore erzielte.

## Laufbahn
Der über Urania Hamburg und Barmbecker SG zu „Cordi“ gekommene Ackermann gehörte dem Spielerkreis an, mit welchen am 14. September 1947 die Ära der erstklassigen Oberliga Nord begann. Mit den Rot-Schwarzen aus Wandsbek verlor er das Debütspiel mit 0:4 gegen den VfL Osnabrück. Im Nachholspiel am 2. November 1947 gegen den Hamburger SV bildete er zusammen mit Kurt Hinsch und Justus Eccarius den Innensturm beim 2:2-Heimremis gegen den späteren Nordserienmeister und erzielte einen Treffer gegen die „Rautenträger“. Die Mannschaft vom Stadion Marienthal belegte am Rundenende den 8. Rang. Der Start in die zweite Oberligasaison fiel nach neun Spieltagen mit 4:14 Punkten schwach aus, erst das Nachholspiel am 28. November 1948 brachte mit einem 3:0-Heimerfolg gegen TuS Bremerhaven 93 den ersten doppelten Punktgewinn für Concordia. In 19 Spielen steuerte Ackermann sieben Treffer zum Erreichen des 8. Ranges bei. Gemeinsam mit Mannschaftskamerad Eccarius unterschrieb er zur Saison 1949/50 bei St. Pauli einen neuen Vertrag. Es wurde aber für Ackermann eine unbefriedigende Runde: Bei den auch noch durch die weiteren Neuzugänge Alfred Beck und Karl-Heinz Liese verstärkten „Kiez-Kicker“ spielte er sportlich keine Rolle. Er kam lediglich zu einem Oberligaeinsatz in der Runde. Am 11. Dezember 1949 war er an der Seite von Alfred Boller und Eccarius auf Halbrechts beim 2:2-Heimremis gegen Eintracht Braunschweig im Einsatz.
Nach nur einer Saison zog er deshalb weiter und unterschrieb beim Eimsbütteler TV einen neuen Vertrag. Bei den Rot-Weißen des ETV erlebte er an der Seite der Manja-Brüder Karl-Heinz und Kurt sowie Gerhard Ihns zwei erfolgreiche Runden: ETV belegte 1950/51 den 5. beziehungsweise 1951/52 den 4. Rang in der Oberliga Nord. Ackermann war jetzt auf die Außenläuferrolle gewandert und hatte in 56 Ligaeinsätzen drei Tore erzielt. Als am 22. Oktober 1950 vor 20.000 Zuschauern sogar ein 1:0-Heimerfolg gegen den Hamburger SV glückte, war er als linker Außenläufer im Einsatz und bekämpfte in erster Linie den von Kiel zum HSV gekommenen Reinhold Ertel. Mit dem 1:0-Heimerfolg am 6. April 1952 gegen Eintracht Osnabrück verabschiedete sich Ackermann aber nach zwei Runden wieder vom ETV und kehrte zur Saison 1952/53 zu Concordia Hamburg zurück.
Die Runde eröffneten die Rot-Schwarzen mit einem spektakulären 8:0-Heimerfolg am 24. August 1952 gegen Holstein Kiel. Mit Torhüter Werner Schadly, den Verteidigern Fritz Kastner und Herbert Klette, sowie mit der spieltragenden Läuferreihe um Ackermann, Herbert Dannemann und Johannes Kubsch schien die Abwehr Garant für eine zufriedenstellende Runde zu sein, da ja auch noch in der Offensive mit Gustav-Adolf Wöhler, Werner Fiedler, Werner Heitkamp, Günter Woitas und Karl-Heinz Petersen bewährte Oberligakteure zur Verfügung standen. Der Bremer SV und der Harburger TB gingen in das letzte Rundenspiel am 26. April 1953 mit jeweils drei Punkten Vorsprung gegenüber „Cordi“, welches mit 21:37 Punkten auf dem vorletzten Tabellenrang stand, also definitiv abgestiegen war. Da nützte auch nichts mehr der 1:0-Heimerfolg am 30. Spieltag gegen TuS Bremerhaven 93 und die gleichzeitige 1:5-Schlappe der Harburger bei Arminia Hannover. Concordia stieg im Sommer 1953 in die Amateurliga ab und Ackermann zog weiter zum HTB.
Im ersten Jahr, 1953/54 gelang knapp mit 26:34 Punkten im Zusammenspiel mit Ludwig Alm, Edmund Adamkiewicz und Erich Rohrschneider der Klassenerhalt mit Harburg, im zweiten Jahr konnte der HTB aber lediglich drei doppelte Punktgewinne verbuchen und stieg als Schlusslicht in die Amateurliga ab. Ackermann hatte im Abstiegsjahr in 27 Ligaeinsätzen zwei Tore erzielt. Danach war die höherklassige Spielerlaufbahn von Ackermann beendet.
Im Oktober 1957 wechselte Ackermann als Spielertrainer zum Hamburger Amateurverein Bramfeld 09.